# Hurwitzeva matrika
Hurwitzeva matrika (tudi matrika stabilnosti) je kvadratna matrika, ki ima vse realne dele lastnih vrednosti strogo negativne. To se lahko zapiše kot:
{\displaystyle \mathop {\mathrm {Re} } [\lambda _{i}]<0\!\,}
za vsako lastno vrednost {\displaystyle \lambda _{i}\!\,}.
Matrika se imenuje po nemškem matematiku Adolfu Hurwitzu (1859 – 1919).
Matrika se imenuje tudi matrika stabilnosti, ker je diferencialna enačba {\displaystyle {\dot {x}}=Ax\!\,} asimptotično stabilna, če gre {\displaystyle x\!\,} proti 0 ({\displaystyle x(t)\to 0\!\,}), ko gre {\displaystyle t\!\,} proti neskončnosti ({\displaystyle t\to \infty \!\,}). 